# Juan Ruiz de Alarcón
Juan Ruiz de Alarcón y Mendoza (n. 1581? - d. 4 august 1639) a fost un dramaturg spaniol, considerat creator al comediei spaniole realiste.
Stilul său se distinge prin concizie și limpezime.
În opera sa principală, drama Țesătorul din Segovia (1634), a apărat demnitatea omului simplu împotriva umilințelor la care era supus de către feudalii epocii.
Comedia sa, Adevărul îndoielnic (1630), l-a inspirat pe Pierre Corneille în piesa Mincinosul și pe Carlo Goldoni în comedia cu același nume.
1. ↑  Czech National Authority Database, accesat în 1 martie 2022
2. ↑  Autoritatea BnF, accesat în 10 octombrie 2015
3. ↑  CONOR.SI[*] Verificați valoarea |titlelink= (ajutor)